# Adolf Reinle
Adolf Reinle (* 9. Juli 1920 in Stein AG; † 17. Juni 2006 in Luzern) war ein Schweizer Kunsthistoriker, Konservator und Hochschullehrer.

## Leben
Adolf Reinle war Sohn eines Kleinbauern und Briefträgers aus Stein im Fricktal. Er besuchte das Realgymnasium Basel und das Kollegium Schwyz, wo er 1940 die Matura absolvierte. Danach studierte er an der Universität Basel Allgemeine Geschichte, Schweizergeschichte und Kunstgeschichte und promovierte 1945 mit der Arbeit Die heilige Verena von Zurzach. Legende, Kult, Denkmäler. Nach Tätigkeiten als Inventarisator der Kunstdenkmäler des Kantons Luzern, Konservator des Kunstmuseums Luzern und Denkmalpfleger des Kantons Luzern wurde er 1963 an der Universität Basel habilitiert und lehrte dort zunächst als Privatdozent.
1965 wurde er ausserordentlicher, 1966 ordentlicher Professor für Kunstgeschichte des Mittelalters an der Universität Zürich. 1985 wurde Reinle emeritiert. Er starb 2006 und wurde im Kreuzgang des Chorherrenstifts St. Michael in Beromünster bestattet.
Sein Lebenswerk an Schriften und Publikationen ist umfangreich. Bedeutend sind vor allem seine Forschungen und Arbeiten zur Architekturgeschichte. 1960 wurde Reinle mit dem Literaturpreis der Stadt Luzern ausgezeichnet.